# Complexe sportif Glisséo
Le complexe sportif Glisséo est le nom donné au complexe sportif qui regroupe la piscine et la patinoire de Cholet (Maine-et-Loire). Inauguré le 19 octobre 2002 avec l'ouverture de la patinoire, il accueille plusieurs associations spécifiques.

## Patinoire
La patinoire est composée de deux pistes reliées par un passage pour permettre l'accès de la surfaceuse : 
- une piste ludique destinée à l'apprentissage du patinage et à l'organisation d'animations festives ;
- une piste sportive pour la pratique des sports de glace : hockey sur glace, patinage sur glace, patinage de vitesse sur piste courte (short-track).

Elle accueille les équipes de hockey sur glace du Hockey Club choletais — dont l'équipe première, les Dogs de Cholet, joue en Division 1 — ainsi qu'une section de para-hockey sur glace (hockey sur luge) depuis septembre 2009. L'« Association choletaise de patinage sur glace » (ACPG) est également résidente de cette patinoire, elle propose la pratique du patinage artistique, du patinage de vitesse, du freestyle depuis 2018. Ces différentes disciplines sont enseignées sous la forme de cours loisirs ou sur un circuit compétitif mais aussi sur des créneaux spécifiques et d'intégration en handisport.

## Piscine
La piscine est composée d'un grand et d'un petit bassin de 25 mètres de longueur et de respectivement huit et trois lignes d'eau. Dans une deuxième salle, se trouvent différentes activités ludiques, deux bassins — le premier pour enfants, le second pour la plongée en apnée — un toboggan aquatique et un jet avec courant.
Elle accueille plusieurs associations :
- le « Club aquatique choletais », association loi de 1901 qui regroupe la natation sportive, la natation synchronisée et le water-polo ;
- l'« Association sportive d'immersion choletaise » (ASIC) ;
- des clubs de plongée sous-marine, les « Jeunes dauphins du Choletais » et le « Subaqua Club Choletais ».

Depuis la pandémie de covid-19, les six sèche-cheveux ne sont plus accessibles.
La piscine extérieure est la plus grande de Maine-et-Loire.